# Едадил
Едадил — агрегатор скидок, спецпредложений торговых сетей и кэшбэков. Сервис представлен бесплатными приложениями для iOS и Android, а также интернет-сайтом. 
Головной офис компании находится в Москве, в штаб-квартире компании «Яндекс».

## История
В 2011 году создатель агрегатора Наталия Шагарина начала работу над проектом, в основе которого была идея перенести брошюры со спецпредложениями супермаркетов в единый онлайн сервис с возможностью находить эти предложения близко от дома. Над кодом первой версии приложения работал программист Святослав Иванов. Наполнением контента занимались молодые мамы, которым нужна была подработка.
В 2012 году Наталия Шагарина совместно со Святославом Ивановым запускает агрегатор скидок «Едадил».
В августе 2013 года появилось приложение «Едадил» в App Store. Проект работал на стадии MVP и представлял собой «каталог товаров».
В  2015 году  проект получил инвестиции от Яндекса за долю в 10 %. К этому времени аудитория проекта насчитывала около 70 000 пользователей. Мобильное приложение «Едадил» было доступно для iOS и Android. Сервис работал в 17 городах: в Москве, Санкт-Петербурге, Твери, Нижнем Новгороде, Воронеже, Курске, Липецке, Челябинске, Магнитогорске, Рязани, Туле и Калуге, Самаре, Тольятти, Уфе, Казани и Екатеринбурге. В рамках соглашения с «Яндекс» «Едадил» получил доступ к технологиям компании для развития персонализированной рекламы офлайн-предложений магазинов. Инвестиции носили экспериментальный характер, «Едадил» не был полностью поглощен, это было необходимо для быстрого роста.
30 сентября 2015 года «Едадил» вышел на второе место в топ-чарте бесплатных приложений App Store (iPhone, Россия), аудитория сервиса выросла в 7 раз. В декабре 2015 года аудитория проекта достигла 920 тыс. пользователей в месяц. В приложении появились разделы «Список продуктов» и «Мои магазины».
В октябре 2016 года «Едадил» сотрудничал со 160 торговыми сетями. Аудитория достигла 2,4 млн пользователей, рост стабилизировался и составлял 500 тыс. пользователей за полгода.
В декабре 2017 «Едадил» запустил кэшбэк-сервис на основе данных о покупках в магазинах, полученных из анализа чеков. К тому времени аудитория проекта выросла до 5 млн пользователей. Особенность кэшбэка состоит в том, что покупатель получает средства от производителя продукта, а не от сети супермаркетов или магазина. Первыми партнёрами стали: «Балтика», «Морозко», Coca-Cola, Efes, Ferrero, Henkel, Kraft Heinz, L’Oreal, Mars, Nestle, «Bonduelle Кубань».
В октябре 2018 года компания «Яндекс» увеличила свою долю в проекте с 10 % до 100 %.
По состоянию на декабрь 2018 года сервисом пользуется 10,5 млн уникальных пользователей в месяц.

## Принцип работы
Пользоваться сервисом можно через мобильные приложения на платформах iOS и Android, а также через сайт компании.
«Едадил» сотрудничает с крупными ритейлерами и ТОП-50 производителями товаров повседневного спроса, предлагая конечным пользователям способы экономии, такие как: акции, купоны и кэшбэки.
В сервисе представлены каталоги большинства супермаркетов и магазинов. Также сервис представляет купоны на скидки и подарки в магазинах, кафе, ресторанах, доступные только пользователям. Для получения кэшбэка необходимо отсканировать QR-код с чека через мобильное приложение. За покупку некоторых товаров пользователь может получить повышенный кэшбэк, при условии покупки нескольких штук одной единицы товара. В сервисе есть возможность перевести полученные деньги на телефон или электронный кошелек. Кэшбек действуют в любом магазине России, не обязательно сетевом.

## География
«Едадил» обрабатывает информацию от 52 тысяч торговых точек по всей Российской Федерации.

## Показатели деятельности
В 2017 году выручка «Едадила» равнялась 39,977 млн руб., у дочерней компании ООО «Едадил Промо» — 106,4 млн руб. Чистый убыток составил 95,63 млн и 90,4 млн руб. соответственно.